# Lantaarnpaal (Lochem)
Op de Markt in de Nederlandse stad Lochem staat een monumentale lantaarnpaal, in 1862 gegoten door ijzergieterij J.C. Nering Bögel en Co. uit Deventer. De gaslantaarn is in 1887 door de gemeente Lochem aangekocht en op de Markt geplaatst. In de jaren 70 van de 20e eeuw volgde een herinrichting van de Markt, waarbij de lantaarnpaal op zijn huidige plek werd geplaatst, aan de noordzijde van de Hervormde kerk, nabij huisnummer 26. Sinds 2000 is de lantaarnpaal een rijksmonument.

## Beschrijving
De gietijzeren lantaarnpaal is gemaakt in een eclectische stijl en heeft vijf Ritter-lantaarns: in het midden van de paal staat de grote hoofdlantaarn, terwijl op vier versierde armen de kleinere lantaarns zijn bevestigd. Elke lantaarn heeft een glazen ommanteling en wordt aan de bovenzijde afgedekt met een bolle dekplaat waarop zich een buitensnuiter en piron bevinden. Oorspronkelijk was het een gaslantaarn.
De ronde paal bestaat uit drie delen: het basement, de romp en armatuur. Het basement is cilindrisch vormgegeven en wordt omgeven door vier griffioenen. Aan de bovenzijde bevindt zich een rand met stervormige decoraties. Het basement loopt over in een ingesnoerd segment met groeven en krulvormige decoraties. De romp is glad en loopt taps toe, met onderin een decoratie van palmetten en bovenin een band met stervormen.
De lantaarn zelf staat op een vierkante onderbouw. Deze bestaat uit een voetplaat met blokvormige ornamenten en krulvormige decoraties. Op deze voetplaat staat een vierkante sokkel met composietzuilen op de hoeken en versierde zijvlakken. De sokkel wordt afgesloten met een hoofdgestel dat aan elke zijde een leeuwenkop toont.
De fabrieksnaam is als inscriptie terug te vinden op de zuidzijde van de voetplaat.